# Pierre du Tombeau

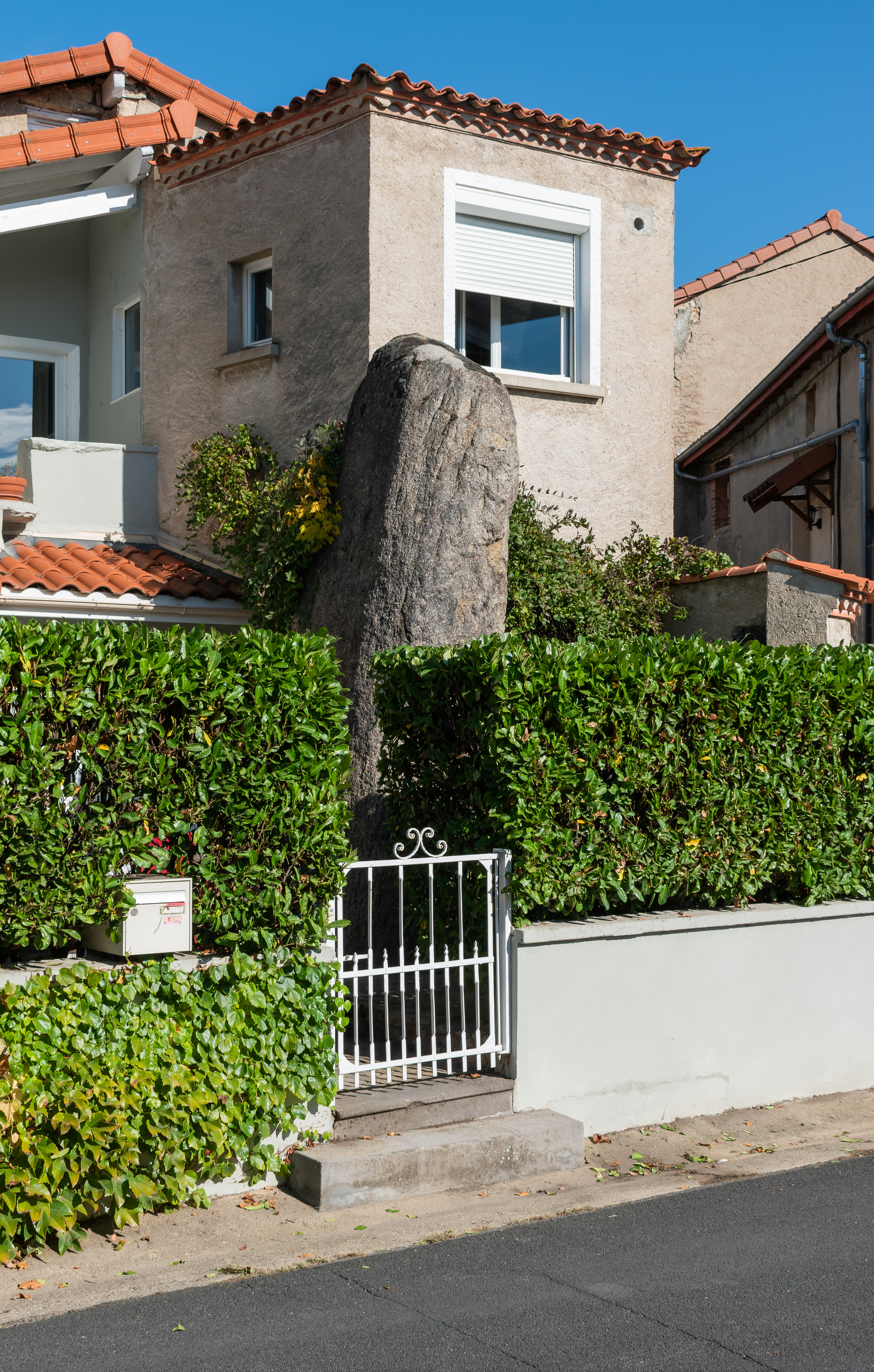
Pierre du Tombeau

Der Menhir Pierre du Tombeau (auch Menhir von Davayat oder Menhir von Montotoute genannt) steht in einem Vorgarten an der Rue de l’Eglise (D 17) in der Mitte des Dorfes Davayat bei Clermont-Ferrand im Département Puy-de-Dôme in Frankreich.
Er ist 4,8 Meter hoch und gehört zu den größten Menhiren der Auvergne, gefolgt von dem Menhir Pierre Longue (Menhir de Fohet) bei Aydat (4,75 m – 15 Tonnen) und dem Pierre Plantée von Champeix. Der Menhir überlebte zwischen den Häusern, im Gegensatz zu einem weiteren großen Menhir in der Nähe, der dem landwirtschaftlichen Fortschritt zum Opfer fiel. 
Südwestlich von Clermont-Ferrand liegen/stehen zwischen 20 und 30 Menhire und Dolmen, darunter die Dolmen de la Pineyre, de la Grotte, Saillant und das L’Usteau du Loup (Haus des Wolfs) in Saint-Gervazy. 